# بيت علبة (جحانة)

تعديل مصدري - تعديل

بيت علبة هي إحدى قرى عزلة سهمان جحانة بمديرية جحانة التابعة لمحافظة صنعاء، بلغ تعداد سكانها 223 نسمة حسب تعداد اليمن لعام 2004.